# Stoffalm (Dorfgastein)
Die Stoffalm ist eine Alm in der Gemeinde Dorfgastein im österreichischen Bundesland Salzburg.

## Lage und Charakteristik
Die Stoffalm liegt an den südöstlichen Ausläufern des Kreuzkögerls in der Goldberggruppe. Sie gehört zur Ortschaft Unterberg und zur Katastralgemeinde Klammstein. Sie ist über die Amoseralm zu erreichen. Unterhalb der Stoffalm verläuft eine Mountainbikestrecke.
Eine Almhütte steht auf einer Höhe von 1278 m ü. A. Das Gelände fällt Richtung Osten zum Flusstal der Gasteiner Ache ab. Über die Alm fließen die in Gasteiner Ache mündenden Bäche am Kreuzkögerl-Osthang. Hier gibt es bemerkenswerte Klammkalk-Gesteinsformationen und es können Schwarzphyllite, Grünschiefer und Calcite gefunden werden. Auf der Stoffalm befindet sich ein relativ großes zusammenhängendes Kleinseggenried. Das Areal ist Teil des Gemeinschaftsjagdgebiets Dorfgastein West. Westlich der Alm erstreckt sich eine Rotwild-Ruhezone, die von 1. November bis 31. Mai nicht betreten werden darf, und nördlich eine Gamswild-Ruhezone, in der von 1. Dezember bis 31. Mai kein Zutritt erlaubt ist.

## Geschichte
Im von 1823 bis 1830 erstellten Franziszeischen Kataster ist die Alm als Wirths Alpe mit mehreren Gebäuden verzeichnet.